# Saldán
Saldán ist ein Vorort der argentinischen Stadt Córdoba, in der Sierras-Chicas-Region. Er liegt direkt nordwestlich der Stadtgrenze und grenzt im Süden an Dumesnil (Stadtteil von La Calera) und im Norden an Villa Allende. Administrativ gehört er zum Departamento Colón.
Saldán liegt an der Mündung des Baches Arroyo Saldán in den Río Suquía, in einer hügeligen bis bergigen Gegend. Im Westen liegt die Sierra Chica, die eine natürliche Barriere für die Weiterentwicklung des Ortes bildet. Der Ostteil von Saldán gehört schon zur Stadt Córdoba, der Teil außerhalb des Stadtgebietes hat 2.099 Einwohner.
Die einzige Sehenswürdigkeit ist das Portón de Piedra, ein Steinviadukt, der sich über den Arroyo Saldán in einer Schlucht zieht.
In der Quinta de Saldán, einem heute zerstörten Ferienhaus aus dem 18. Jahrhundert, hielten sich zahlreiche bedeutende Persönlichkeiten Argentiniens auf, der bekannteste von ihnen war der General José de San Martín, der bekannteste Freiheitskämpfer der Unabhängigkeitskriege (1810–1816).